# Johann Michl
Johann Michl (* 25. September 1904 in München; † 4. Juli 1977 ebenda) war ein deutscher römisch-katholischer Geistlicher des Erzbistums München und Freising, Theologe (Neutestamentler) und Hochschullehrer. Er lehrte als Professor für Neutestamentliche Exegese an der Philosophisch-theologischen Hochschule Freising und an der Ludwig-Maximilians-Universität München.

## Leben
Johann Michl wurde als Sohn von Franz und Rosa Katharina Michl (geborene Reitmayr) geboren. Nach einem Studium der Philosophie und Theologie an der Universität München von 1923 bis 1927 wurde er am 26. Juni 1928 in Freising von Kardinal Michael Faulhaber zum Priester geweiht. Von 1928 bis 1930 arbeitete er als Seelsorger in München, von 1930 bis 1932 als Kaplan am Collegio Teutonico di Santa Maria dell’Anima in Rom, von 1932 bis 1934 war er als Kaplan in Rom und München tätig. 1935 promovierte er in München. Ab 1939 vertrat er Professuren für Neutestamentliche Bibelwissenschaft an der Philosophisch-Theologischen Hochschule Freising und der Philosophisch-theologischen Hochschule Regensburg.
1939 wurde er an der Theologischen Fakultät der LMU München habilitiert. Im Jahr 1940 wurde ihm die Leitung der Allerheiligenhofkirche in München übertragen. Ab 1945 lehrte er als außerordentlicher, ab 1948 als ordentlicher Professor an der Philosophisch-Theologischen Hochschule Freising. Dort nahm er von 1949 bis 1952 und von 1963 bis 1969 auch die Aufgabe des Rektors wahr.
Nach der Auflösung der Philosophisch-Theologischen Hochschule Freising am 31. August 1969 und der Übertragung ihrer Lehrstühle an die LMU München wurde der dort 1969 ordentlicher Professor für Neutestamentliche Exegese. Im Jahr 1972 wurde er emeritiert.

## Schriften

### Publikationen in Buchform
- Die Engelvorstellungen in der Apokalypse des heiligen Johannes, Teil 1: Die Engel um Gott. Verlag Max Huber, München 1937. (Zugleich Hochschulschrift, Diss. Fak. Theol.)
- Die 24 Ältesten in der Apokalypse des hl. Johannes. Verlag Max Huber, München 1938.(Zugleich Hochschulschrift, Habil. Fak. Theol.)
- Die Evangelien, Geschichte oder Legende? Der Geschichtswert der Evangelien. Pustet, Regensburg 1940.
- Freiheit und Bindung. Eine zeitgemäße Frage im Lichte des Neuen Testamentes. Pfeiffer, München 1950.
- Die katholischen Briefe (= Otto Kuss (Hrsg.): Regensburger Neues Testament, Band 8, Zweiter Teil). Regensburg 1953; 2., umgearbeitete Auflage, Regensburg 1968.
- Fragen um Jesus – Antworten aus historischer Sicht. Rex-Verlag, Luzern und München 1967.
  - französische Ausgabe: Le Problème de Jésus. De Jésus de l’histoire au Christ de la foi. Übersetzt von Léon Hégelé. Éditions Salvator, Mulhouse / Éditions Castermann, Tournai 1968.

### Beiträge in Sammelwerken
- Die Engel (= Michael Schmaus (Hrsg.), Handbuch der Dogmengeschichte, Band 2 (Der trinitarische Gott, Die Schöpfung, Die Sünde), Faszikel 2 b (Die Engel), Freiburg im Breisgau, Wien 1968).
- Sündenbekenntnis und Sündenvergebung in der Kirche des Neuen Testaments. In: Klerusverband (Hrsg.): Buße und Bußsakrament. Studientagung des Klerusverbandes in St. Ottilien vom 17. bis 19. April 1972. EOS-Verlag, St. Ottilien, ISBN 3-920289-34-X; durchgesehener Abdruck in: Münchener Theologische Zeitschrift. Vierteljahresschrift für das Gesamtgebiet der katholischen Theologie, Jg. 24 (1973), S. 189–207.

### Lexikonartikel
- Engel II (jüdisch), in: RAC Band 5, 1962, S. 60 und 97
- Engel IV (christlich), in: RAC, Band 5, 1962, S. 109 und 200
- Engel VI (Gabriel), in: RAC, Band 5, 1962, 60 und 97
- Engel VII (Michael), in RAC, Band 5, 1962, S. 253 und 51
- Engel VIII (Raphael), in RAC, Band 5, 1962, S. 252 und 4
- Engel IX (Uriel), in: RAC, Band 5, 1962, S. 456 und 6

## Auszeichnungen
- Bayerischer Verdienstorden
- Päpstlicher Ehrenprälat